# Antonio Pérez Henares
Pour les articles homonymes, voir Antonio Pérez (homonymie).
Antonio Pérez Gómez, plus connu comme Antonio Pérez Henares ou simplement "Chani", né le 15 octobre 1953 à Bujalaro (province de Guadalajara, Espagne), est un romancier et journaliste espagnol.

## Biographie

### Journaliste
Il commence sa carrière de journaliste à l'âge de 18 ans au quotidien Pueblo. Il travaille ensuite dans divers médias tels que Mundo Obrero, Tiempo, El Globo et la Cadena Ser. En 1989, il devient membre du comité éditorial de Tribuna, dont il devient directeur entre 1996 et 1999. Entre 2000 et 2007, il est coordinateur des éditions spéciales du quotidien La Razón. Il intègre ensuite le groupe Negocio dont il est le directeur jusqu'en janvier 2012. Il rejoint PROMECAL, groupe qui édite une douzaine de quotidiens en Castille et León et Castille La Manche, au poste de directeur des publications.
Antonio Pérez Henares intervient régulièrement dans les débats politiques sur des chaînes de radio et télévision telles que RNE, TVE ("La noche en 24 horas" et "Los Desayunos"), La Sexta ("Al Rojo Vivo"), 13 TV (El cascabel), la chaîne régionale de Castille et León et d'autres chaînes locales. Ses articles d'opinion sont également disponibles à travers d'Europa Press dans plus de quarante journaux espagnols. Il tient un blog, La Marea sur Periodista Digital.

### Romancier
En 2014, il publie La tierra de Alvar Fáñez, roman historique situé au Moyen Âge à l'époque du roi castillan Alfonso VIII. En 2016, il publie El Rey Pequeño, dans la même veine.
Auparavant, il avait publié une trilogie basée sur la préhistoire dans la péninsule ibérique (Nublares, El hijo de la Garza et El último cazador), ainsi que La mirada del lobo où il raconte la rencontre de l'homme et du loup (origine de tous les chiens) au moment du paléolithique.
Il a aussi publié les romans Las bestias, El río de la Lamia et La cruzada del perro (Prix Tigre Juan), les récits de voyages Un sombrero para siete viajes et El pájaro de la aventura y los que muestran su emoción con la naturaleza, El diario del perro Lord et El sonido de la tierra. 
Dans un de ses derniers livres, Yo, que sí corrí delante de los grises, il raconte ses souvenirs de jeunesse au moment de la fin du franquisme.
Il est également l'auteur de quelques ouvrages sur la société espagnole contemporaine, tels que Los nuevos señores feudales (étude sur les propriétaires terriens), Nobles y plebeyos et La conducta sexual de los españoles, ce dernier en collaboration avec Carlos Malo de Molina. Il a publié deux livres de poésie, Animales, vegetales y minerales et El vuelo de la Garza.

### Ses œuvres
- Le chant du bison, Éditions Hervé Chopin, 2021 (La canción del bisonte, 2018), trad. Anne-Carole Grillot, 496 p.  (ISBN 9782357205055)Réédité par les Éditions J'ai Lu en 2022 au format poche

#### Saga préhistorique
1. Le Clan des brumes, Éditions Hervé Chopin, 2024 (Nublares, 2000), trad. Anne-Carole Grillot, 213 p.  (ISBN 978-2-35720-755-4)
2. Les Héritiers, Éditions Hervé Chopin, 2024 (El hijo de la garza, 2002), trad. Anne-Carole Grillot, 252 p.  (ISBN 978-2-357-20758-5)
3. Le Dernier Chasseur, Éditions Hervé Chopin, 2025 (El último cazador, 2008), trad. Anne-Carole Grillot, 416 p.  (ISBN 978-2-357-20859-9)